# Helle Christiansen
Helle Christiansen (født 6. februar 1957) er en dansk præst, der 2011-2021 var chef for hjælpeorganisationen Kirkens Korshær. Hun havde tidligere været ansat fem år i organisationen som udviklingschef Christiansen er uddannet cand.theol. og arbejder også som sognepræst i Blågårds Sogn. Hun var medlem af Rådet for Socialt Udsatte 2018-2019.